# Luc Nijholt
Luc Nijholt (Zaandam, 29 luglio 1961) è un allenatore di calcio ed ex calciatore olandese, di ruolo difensore, vice di Jean-Paul de Jong all'Utrecht.

## Biografia
È il padre di Gianluca Nijholt, a sua volta calciatore.

## Palmarès

### Club

#### Competizioni nazionali
- Coppa di Scozia: 1

Motherwell: 1990-1991